# 기쁜 우리 젊은 날 (텔레비전 프로그램)
《기쁜 우리 젊은 날》은 대한민국의 KBS에 1994년 5월 5일부터 1995년 2월 26일까지 방영된 예능 프로그램이다.

## 기획 의도
젊음이 있는 곳을 찾아가 그들의 문화, 장기, 발랄함 등을 음악회 속에 담아 현장의 열기를 밝힌 문화, 아름다운 음악으로 승화하고자 함.

## 방송 시간
- KBS 2TV - 1994년 5월 5일 ~ 1994년 10월 6일 : 매주 목요일 저녁 7시 ~ 7시 50분
- KBS 2TV - 1994년 10월 16일 ~ 1995년 2월 26일 : 매주 일요일 오후 5시 ~ 6시

## 역대 진행자
- 유열

## 제작진
- 구성 : 강승원
- 연출 : 박해선, 유찬옥, 이교육